# أنتوني كارل غريغوري
أنتوني كارل غريغوري هو لاعب كرة قدم آيسلندي في مركز مهاجم ‏، ولد في 6 يوليو 1966. شارك مع منتخب آيسلندا لكرة القدم. أما مع النوادي، فقد لعب مع ناتسبيرنوفلاغ أكوريرار ونادي بريدابليك ونادي بودو/غليمت ونادي فالور.

## وصلات خارجية
- أنتوني كارل غريغوري على موقع قاعدة بيانات كرة القدم.إي يو (الإنجليزية)
- أنتوني كارل غريغوري على موقع ناشيونال فوتبول تيمز (الإنجليزية)
- أنتوني كارل غريغوري على موقع عالم كرة القدم.نت (الإنجليزية)